# 미사초등학교
미사초등학교(渼沙初等學校)는 대한민국 경기도 하남시에 있는 공립 초등학교이다.

## 학교 연혁
- 2014년 1월 13일 미사초등학교 설립 인가
- 2014년 6월 27일 임시사용 승인 허가
- 2014년 7월 1일 개교, 초대 김순이 교장 취임
- 2014년 7월 1일 초등 6학급, 병설 유치원 3학급 편성
- 2014년 8월 26일 8학급 편성(일반 7학급, 특수 1학급)
- 2014년 10월 1일 10학급 편성(일반 9학급, 특수 1학급)
- 2024년 7월 1일 개교 10주년

## 참고 자료
- 미사초등학교 - 한국교육학술정보원 학교알리미